# Ceratizit Pro Cycling Team/Saison 2025
Diese Liste beschreibt die Mannschaft und die Siege des Radsportteams Ceratizit Pro Cycling in der Saison 2025.

## Mannschaft
| Teamkader 2025                     | Teamkader 2025     | Teamkader 2025 | Teamkader 2025                      |
| Name                               | Geburtsdatum       | Land           | Vorheriges Team                     |
| ---------------------------------- | ------------------ | -------------- | ----------------------------------- |
| Sandra Alonso                      | 19. August 1998    | Spanien        | Bizkaia-Durango (2021)              |
| Franziska Brauße                   | 20. November 1998  | Deutschland    |                                     |
| Kristýna Burlová                   | 25. März 2002      | Tschechien     | Lifeplus Wahoo (2024)               |
| Mylène de Zoete                    | 3. Januar 1999     | Niederlande    | AG Insurance NXTG (2022)            |
| Lana Eberle                        | 28. November 2003  | Deutschland    |                                     |
| Sara Fiorin                        | 24. September 2003 | Italien        | UAE Development Team (2024)         |
| Elena Hartmann (14. Mär.–31. Dez.) | 12. Dezember 1990  | Schweiz        | Roland (2024)                       |
| Fariba Hashimi                     | 22. April 2003     | Afghanistan    | World Cycling Centre (2024)         |
| Daniek Hengeveld                   | 17. November 2002  | Niederlande    | Team dsm-firmenich PostNL (2024)    |
| Marta Jaskulska                    | 25. März 2000      | Polen          | Liv Racing TeqFind (2023)           |
| Célia Le Mouel                     | 20. Juli 2000      | Frankreich     | St Michel-Mavic-Auber 93 (2024)     |
| Dilyxine Miermont                  | 16. Mai 2000       | Frankreich     | St Michel-Mavic-Auber 93 (2024)     |
| Sarah Van Dam                      | 4. Dezember 2001   | Kanada         | DNA Pro Cycling (2024)              |
| Petra Zsanko                       | 18. Februar 2001   | Ungarn         | RC ARBÖ-Tom Tailor-RBK-Wörgl (2024) |
|                                    |                    |                |                                     |
| Quelle: ProCyclingStats            |                    |                |                                     |

## Siege
| Siege    | Siege                              | Siege      | Siege  | Siege            | Siege |
| Datum    | Rennen                             | Staat      | Klasse | Sieger           |       |
| -------- | ---------------------------------- | ---------- | ------ | ---------------- | ----- |
| 17. Jan. | Women's Tour Down Under, 1. Etappe | Australien | 2.WWT  | Daniek Hengeveld |       |

## UCI-Weltranglisten-Platzierungen
| UCI-Ranking | UCI-Ranking | UCI-Ranking | UCI-Ranking |
| Fahrer      | Fahrer      | Land        | Punkte      |
| ----------- | ----------- | ----------- | ----------- |